# AH-1 Cobra
AH-1 Cobra  (укр. «Ко́бра») — американський ударний вертоліт, розроблений на початку 1960-х «Белл Гелікоптер Текстрон». Перший у світі спеціально сконструйований бойовий ударний вертоліт.

## Історія
У березні 1965 року компанія «Белл» почала розробку бойового вертольоту ближньої повітряної підтримки військ на базі вертольоту Модель 204 (UH-1B/-1C «Ірокез»). Передбачалося забезпечити армію США пробним вертольотом, який об'єднував би в собі новий вузький фюзеляж з малим поперечним перерізом і тандемним розташуванням крісел, силову установку, несучий гвинт і трансмісію гелікоптера UH-1C. Дослідний зразок піднявся в повітря 7 вересня   р. Вертоліт, позначений Модель 209, випробовувався починаючи з грудня того ж року, а замовлення на два досерійних і 110 серійних апаратів надійшли у квітні 1966 р.
Отримавши в результаті позначення AH-1G і ім'я «Г’юі Кобра», вертоліт почав поставлятися в армію США в червні 1967 року, а з вересня його почали використовувати у бойових діях у В'єтнамі. Для армії США було поставлено 1127 вертольотів AH-1G, включаючи тренувальні TH-1G з подвійним керуванням.

## Конструкція
Серійний вертоліт AH-1G, що став базовим для подальших модифікацій, мав конструкцію одногвинтової схеми, з кермовим гвинтом, одним ГТД  і лижним шасі. Фюзеляж суцільнометалевий, типу напівмонокок. Кабіна екіпажу двомісна, з розташованими один за одним сидіннями стрілка і пілота. Рівень підлоги у відсіку стрілка (знаходиться перед пілотом) нижче на 0,25 м. Кабіна  з пласким склом зводить до мінімуму відсвічування і збільшує простір над головою пілота, на вертольоті застосовано вдосконалену автономно діючу систему аварійного скидання вікон і дверей. Для захисту екіпажу і найбільш відповідальних ділянок конструкції і агрегатів від наземного вогню використана полегшена сталева броня. Конструкція хвостової балки посилена, щоб протистояти попаданню 23 мм снарядів. Для планера вертольоту застосовано забарвлення, що сприяє зменшенню візуальної і ІЧ-помітності.
Крило розмахом 3,28 м, розташоване всередині, пряме, трапецієподібної форми в плані, яке розвантажує несучий гвинт в горизонтальному польоті і несе вузли підвіски озброєння, контейнерів з обладнанням або паливних баків. Шасі не прибирається, лижне, виконано з алюмінієвих сплавів, з пластиковими обтічниками стійок. Знизу для поліпшення зносостійкості до лиж кріпляться накладки зі сталі. Силова установка складається з одного турбовального газотурбінного двигуна, розміщеного в обтічнику зверху фюзеляжу і має бічні повітрозабірники, вихлопне сопло, яке відхилене догори, на якому встановлений кожух для охолодження вихлопних газів зовнішнім повітрям і зниження ІК-випромінювання. Паливо міститься у протекторованих баках ємністю 980 л, замкнутих в систему поповнення паливом витратного бака.
Електронне обладнання включає: засоби зв'язку (між членами екіпажу, KB-станцію зв'язку, станцію зв'язку метрового діапазону), навігаційну систему, приймач радіолокаційного виявлення, передавач активних ІЧ-перешкод, індикатори обстановки в горизонтальній і вертикальній площинах, радіовисотомір, резервний магнітний компас для другого пілота, відповідач системи розпізнавання.

## Озброєння
Озброєння складається з контейнерів з НАР з оперенням яке складається, які підвішуються під крилом на зовнішніх пілонах і універсальної турельної установки М-28, яка вміщає або два кулемети, або два 40 мм автоматичних гранатомета. Маса бойового навантаження становить 450 кг. 
Радіоелектронне обладнання включає засоби зв'язку, навігаційне обладнання (без РЛС) і систему розпізнавання. Вертоліт оснащений електричною універсальною турельною системою з триствольною гарматою М-197 (калібр 20 мм, швидкострільність 675 постр./хв). Управління туреллю здійснюється першим або другим пілотом за допомогою нашоломного прицілу або прицільного пристрою в комплекті ракетного озброєння. У протитанковому варіанті вертоліт може бути озброєний вісьмома ПТКР «Тоу» або «Хеллфайр», у варіанті для ведення повітряного бою — КР AIM-9 Sidewinder або FIM-92 Stinger. Передбачається також підвіска двох контейнерів з гарматами калібру 20 мм, НАР  FFAR калібру 70 мм, Hydra 70 калібру 70 мм або НАР «Зуні» калібру 127 мм. Комплект озброєння вертольоту доповнюється автоматами розсіювання дипольних відбивачів ALE-39 і трасерів SU-44, а також димових шашок.

## Льотно-технічні характеристики

### AH-1G HueyCobra
Джерело: Modern Military Aircraft, Verier, Modern Fighting Aircraft
Основні характеристики
- Екіпаж: два: пілот і другий пілот/навідник
- Довжина: 16,2 м
- Висота: 4,12 м
- Діаметр несучого гвинта: 13,4 м

- Маса порожнього: 2630 кг
- Максимальна злітна маса: 4310 кг
- Силова установка: 1 × турбовальний Lycoming T53-L-13  1100 кс ( 820 кВт)
- Повітряний гвинт: дволопатеві несучий і кермовий

Льотні характеристики
- Бойовий радіус: 574 км
- Швидкопідйомність: 6,2 м/с

Озброєння
- Бойове навантаження: 

  - 2×7,62 мм (0.308 in) багатоствольний кулемет M134 Minigun або 2×40 мм гранатомети M129 або по одному у турелі M28. (Коли кулемет було встановлено праворуч через проблеми з подачею боєкомплекту.)
  - 2.75 in (70 мм) НАР — 7 ракет встановлені у ПУ M158 або 19 ракет у ПУ M200
  - Підвіска M18 7,62 мм M134 Minigun або збройна підсистема XM35 з 20 мм гарматою XM195

### AH-1F "Модернізований" Cobra
Джерело: Verier, Modern Fighting Aircraft
Основні характеристики
- Екіпаж: два: пілот і другий пілот/навідник
- Довжина: 16,1 м
- Висота: 4,12 м
- Діаметр несучого гвинта: 13,6 м

- Маса порожнього: 2993 кг
- Максимальна злітна маса: 4500 кг
- Силова установка: 1 × турбовальний Lycoming T53-L-703  1800 кс ( 1300 кВт)
- Повітряний гвинт: дволопатеві несучий та кермовий

Льотні характеристики
- Бойовий радіус: 510 км
- Швидкопідйомність: 8,2 м/с

Озброєння
- Бойове навантаження: 

  - General Dynamics 20 мм (0.787 in) триствольна гармата M197
  - Hydra 70 2.75 in (70 мм) НАР — 7 ракету ПУ M260 або 19 ракет у ПУ M261[5]
  - BGM-71 TOW — 4 або 8 ракет які встановлені з обох бортів у двох пускових установках

## Модифікації
- TH-1G «Г’юі Кобра» — позначення навчально-тренувального вертольоту AH-1G з подвійним керуванням.
- AH-1J «Сі Кобра» — початковий варіант для Корпусу морської піхоти США. оснащений силовою установкою з двома турбовальними двигунами Т400-СР-400 загальною потужністю на валу 820 кВт/1100 к.с. в номінальному режимі, але зі злітною або бойовою потужністю на валу 932 кВт/1250 к.с .; з 1970 р. випущена 271 машина, 63 з яких вже з лютого 1971 року стали використовуватися у В'єтнамі морськими піхотинцями.
- AH-1Q «Г’юі Кобра» — 93 машини AH-1G, переобладнані в 1973-1974 рр. для запуску протитанкових ракет «Тоу».
- AH-1R «Г’юі Кобра» — варіант, подібний AH-1G, але з більш потужним турбовальним двигуном T53-L-703.
- AH-1S «Г’юі Кобра» — загальне позначення, під яким існуючі апарати АН-1 були модернізовані для можливості протитанкової боротьби за допомогою ракет «Тоу», а також позначення знову побудованих апаратів. Воно включає також «Модернізовані» AH-1S, які налічують 197 машин АН-1 G і 93 машини АН-10 з удосконаленими коробкою передач і трансмісією, поліпшеним несучим гвинтом, двигуном T53-L-703 і ракетами «Тоу»; 100 подібних вертольотів, під позначенням «Серійні» AH-1S, були серійними машинами з перспективною радіоелектронікою, системами і обладнанням; 98 машин «Стрілецькі» AH-1S, схожі на вертольоти «Серійні» AH-1S, але з поліпшеною туреллю і системою управління вогнем; і 126 нових серійних машин.
- AH-1F — «Модернізований» AH-1S, що увібрав в себе всі кращі якості вертольотів AH-1S, плюс перспективне навігаційно-бойове радіоелектронне обладнання та системи захисту, що включають прицільне обладнання з лазерним далекоміром, ЕОМ, нашоломний приціл, систему зменшення ІК-випромінювання двигуна і ІЧ-пастки.
- АН-1Т «Покращений Сі Кобра» — в цілому поліпшена версія вертольоту AH-1J, що включає силову установку підвищеної потужності Т400 WV 402, динамічну систему вертольоту Модель 214 і фюзеляж, подовжений на 1,09 м. Побудовано 57 машин, обладнаних для протитанкової боротьби із застосуванням ракет «Тоу» (початок поставок — жовтень 1977 р.)
- АН-1W «Супер Кобра» — варіант на базі вертольоту АН-1Т «Сі Кобра». Є найбільш досконалою машиною з серії вертольотів з двома двигунами АН-1, до якої увійшли також вертольоти AH-1J і вищезгаданий АН-1Т. Перший політ здійснив 16 листопада 1983 р. Перший серійний вертоліт АН-1W поставлений в березні 1986 року для Корпусу морської піхоти США. Для продовження терміну служби можлива модернізація вертольоту в наступні модифікації: АН-1 W IWS — модифікація вертольоту з новою кабіною екіпажу, вдосконаленою ЕОМ, цифровою картою і кольоровими багатоцільовими дисплеями для зменшення завантаження льотчика; AH-1BW — модифікація АН-1W з чотирилопатевим несучим гвинтом, причому дві лопаті можуть складатися, і новою втулкою від вертольоту Белл 412. Перший політ зробив 24 січня 1989 р. Злітна маса збільшена до 7620 кг,  максимальна швидкість — до 315 км/год, максимальна крейсерська швидкість — до 297 км/год.
- AH-1W «Веном» — розвиток вертольоту АН-1 BW відповідно до вимог до бойового вертольоту для ЗС Великої Британії. Оснащений озброєнням для експлуатації в умовах поганої видимості, вночі і для автономної навігації. Вертоліт одногвинтової схеми, з кермовим гвинтом, суцільнометалевим фюзеляжем типу напівмонокок, з середнім розташуванням крила (на кожному по чотири вузли підвіски озброєння), двома газотурбінними двигунами і лижним шасі. Кабіна екіпажу, як і на попередніх вертольотах серії АН-1, двомісна (стрілок сидить спереду, льотчик — позаду). Сидіння, бічні панелі і найбільш відповідальні елементи конструкції броньовані. Електронне обладнання управління озброєнням розміщено в відсіку під носовою частиною. Горизонтальне оперення знаходиться на хвостовій балці попереду вертикального стрілоподібного оперення, на якій розташовано дволопатевий кермовий гвинт. Можлива установка коліс для управління на землі. Силова установка складається з двох газотурбінних двигунів потужністю по 1625 к.с., розміщених зверху фюзеляжу в горизонтальному положенні і мають бічні повітрозабірники. Сопла мають ежекторні пристрої, які знижують температуру відпрацьованого повітря, що зменшує ІЧ-помітність вертольоту. Паливна система складається з двох баків (загальна ємність близько 1150 л), розташованих у фюзеляжі. Можлива підвіска двох додаткових паливних баків різної ємності.[1]